# Giovani dos Santos
Giovani, właśc. Giovani Dos Santos Ramírez (ur. 11 maja 1989 w Monterrey) – meksykański piłkarz, który występował na pozycji napastnika.Uczestnik Mistrzostw Świata w 2010, 2014 i 2018 roku oraz Copa América w 2011 roku.

## Kariera
Wystąpił w mistrzostwach świata do lat 17 w Peru w 2005, gdzie wraz z reprezentacją Meksyku zdobył tytuł mistrzów świata. Jego ojcem jest brazylijski piłkarz – Gerardo dos Santos „Zizinho”, a matką Liliana Ramírez pochodząca z Meksyku. Jego młodszy brat – Jonathan również jest piłkarzem LA Galaxy. Wicekapitan Meksyku na igrzyskach olimpijskich w 2012 roku. Dos Santos jest piłkarzem lewonożnym.
Meksykanin w sezonie 2007/2008 był zawodnikiem pierwszej drużyny Barcelony. Podczas Tournée po USA i Meksyku szkoleniowiec Barçy – Frank Rijkaard dał mu szansę gry w drużynie. W pierwszym zespole zadebiutował 28 lipca 2006 roku podczas sparingu z AGF Aarhus, w którym strzelił także swojego pierwszego gola. Zagrał również w kilku meczach podczas tournée Barcelony w Stanach Zjednoczonych latem 2006, jednak wtedy jeszcze nie dostawał szansy gry w pierwszym składzie Blaugrany, ponieważ Rijkaard uważał, że jest zbyt młody. Holenderski szkoleniowiec podkreślał jednak że klub podpisze z piłkarzem kontrakt na występy w pierwszym zespole. Jednak Giovani chciał opuścić Barcelonę już w zimowym okienku transferowym, z powodu braku szansy gry w Primera División ze względu na to, że nie miał europejskiego paszportu i ze względu na przepisy FIFA pozwalające na wystawienie w pierwszym składzie nie więcej niż 3 graczy bez paszportu. W sierpniu 2007 ostatecznie młodemu Meksykaninowi przyznano obywatelstwo hiszpańskie. Zimą młodym piłkarzem interesowały się kluby z Francji, Włoch i Anglii, Giovani przedłużył jednak kontrakt do 2009 roku.
Mimo to w 2008 roku przeniósł się do Tottenhamu Hotspur za 6 milionów euro. W pierwszych meczach przygotowujących do sezonu pokazał się z dobrej strony często wpisując się na listę strzelców oraz asystując. Po słabym początku sezonu w wykonaniu Kogutów dos Santos rzadziej grywał w pierwszym składzie, a w marcu 2009 został wypożyczony do końca sezonu do Ipswich Town. W klubie tym rozegrał 8 ligowych spotkań oraz zdobył cztery bramki. 26 stycznia 2010 roku został wypożyczony do Galatasaray SK.
31 sierpnia 2012, Giovani dos Santos podpisał czteroletni kontrakt z hiszpańskim Realem Mallorca. 
9 lipca 2013 roku przeszedł za kwotę 6 mln euro do hiszpańskiego klubu Villarrealu CF. Po dwóch latach w zespole opuścił Europę przenosząc się do amerykańskiego LA Galaxy za kwotę ponad 4 mln euro. W klubie spędził cztery lata, rozegrał w nim 88 mecze, strzelił 28 bramek i zaliczył 19 asyst. Pierwszego marca 2019 roku jego kontrakt z klubem wygasł.
6 lipca 2019 trafił do meksykańskiego América. 1 lipca 2021 roku jego kontrakt z klubem.
Po dwuletniej przerwie oficjalnie ogłosił zakończenie piłkarskiej kariery.